# Pieter Dhondt
Pieter Dhondt (? - Machelen, november 1660) was een slachtoffer van de heksenvervolging in Europa.

## Kapitein van heksensekte
Op 23 november 1660 bekende Pieter Dhondt tijdens en na zijn foltering dat hij de kapitein van een lokale heksensekte was. Leden van deze sekte waren volgens zijn zeggen Joos Verpraet uit Gottem, zijn luitenant, Maeyken de Smet en Jacques van Steenbrugghe uit Olsene en ook zijn 15-jarige zoon Jan, koewachter in Olsene. Bij Jan Dhondt zou de duivel een duivelsteken hebben aangebracht op zijn rug en hij had hem ook een rood poeder gegeven waarmee hij het paard van Joos Van den Putte uit Olsene had betoverd. Pieter Dhondt stierf eind november 1660 de vuurdood.

## Zoon Jan ontsnapt
In opdracht van advocaten van de Raad van Vlaanderen maakte het leenhof van Machelen een kopie van de verklaringen van Pieter Dhondt over aan de baljuw van Olsene. Jan Dhondt werd aangehouden en op 12 december ondervraagd. Verbouwereerd gaf hij toe dat alle verklaringen van zijn vader juist waren. Chirurgijn Pieter Carijn uit Kruishoutem onderzocht Jan Dhondt en vond een duivelsteken op zijn rechterschouder.
Op 5 januari 1661 werd de jongen nogmaals ondervraagd over zijn relatie met de duivel. Men vroeg hem waar, wanneer en hoe hij een pact met de duivel had afgesloten, hoe zijn duivel heette en of hij met zijn vader op een heksensabbat was geweest. Ditmaal ontkende Jan Dhondt echter resoluut alle omgang met de duivel. Een nieuw lichaamsonderzoek, ditmaal uitgevoerd door Ghiraldo Heland, dokter in de medicijnen uit Oudenaarde, wees uit dat de jongen geenszins door de duivel was getekend. Op advies van vijf advocaten werd Jan Dhondt op 13 januari 1661 op borgtocht vrijgelaten.